# Inoffizielle Ringer-Europameisterschaften 1910
Inoffizielle Ringer-Europameisterschaften wurden im März 1910 in Budapest ausgetragen. Es wurden Meister in drei Gewichtsklassen ermittelt. Die Medaillen gingen an sieben verschiedene Nationen.

## Ergebnisse
| Klasse  | Gold                  | Silber         | Bronze             |
| ------- | --------------------- | -------------- | ------------------ |
| - 70 kg | Max Beeskow           | Karel Halik    | Reszö Steiner      |
| - 85 kg | J. van Westerop       | Anders Ahlgren | Harald Christensen |
| + 85 kg | Hans-Heinrich Egeberg | Anton Schmitz  | Josef Bechyne      |

## Medaillenspiegel
| Rang | Land            | Gold | Silber | Bronze |
| ---- | --------------- | ---- | ------ | ------ |
| 1    | Dänemark        | 1    | 0      | 1      |
| 2    | Deutsches Reich | 1    | 0      | 0      |
|      | Niederlande     | 1    | 0      | 0      |
| 4    | Böhmen          | 0    | 1      | 1      |
| 5    | Österreich      | 0    | 1      | 0      |
|      | Schweden        | 0    | 1      | 0      |
| 7    | Ungarn          | 0    | 0      | 1      |